# Morups socken
Morups socken i Halland ingick i Faurås härad, ingår sedan 1971 i Falkenbergs kommun och motsvarar från 2016 Morups distrikt.
Socknens areal är 45,76 kvadratkilometer, varav 45,11 land. År 2000 fanns här 2 535 invånare. Tätorterna Långås och Glommen samt tätorten Morup med sockenkyrkan Morups kyrka ligger i socknen.  

## Administrativ historik
Morups socken har medeltida ursprung.
Vid kommunreformen 1862 övergick socknens ansvar för de kyrkliga frågorna till Morups församling och för de borgerliga frågorna till Morups landskommun.  Landskommunen inkorporerade 1952 Stafsinge landskommun och 1971 uppgick den i Falkenbergs kommun.
1 januari 2016 inrättades distriktet Morup, med samma omfattning som församlingen hade 1999/2000.  
Socknen har tillhört fögderier och domsagor enligt Faurås härad. De indelta båtsmännen tillhörde Södra Hallands första båtsmanskompani.

## Geografi och natur
Morups socken ligger vid kusten nordväst om Falkenberg. Socknen är en slättbygd nästan helt utan skog.
Det finns två naturreservat i socknen: Morups Tånge ingår i EU-nätverket Natura 2000 medan Digesgård är ett kommunalt naturreservat.
Sätesgårdar var Munkagårds herrgård och Långås säteri.
I kyrkbyn Morup fanns förr ett gästgiveri.

## Fornlämningar och historia
Från stenåldern finns cirka 80 boplatser. Från bronsåldern finns högar och stensättningar. Från järnåldern finns gravar. Ett fynd av yxor och spjutspetsar har påträffats vid Norra Långås och ett guldarmaband från vikingatid vid Morups fyr.
Nära stranden finns två gravhögar som går under namnet brödrahögarna. De omnämns i en historia om kung Harald Hårdråde och enligt den skulle det vara kung Vattnars söner Snialler och Hialder som var begravna där. Den norra av dem hade blivit öppnad några år innan Hallands historia och beskrifning gavs ut. Inuti hittades bland annat en stenkista med en urna inuti och ett svärd lagt ovanpå. 
Guldarmbandet är ett praktexemplar i sin sort. Armringen är vriden av två breda guldtenar och ändarna är omlindade och typen kallas i arkeologiska kretsar för en svf 601-typ. På armringen sitter en mindre oornerad och enkel fingerring i guld, samt tre fragment av en ornerad fingerring i samma material. Armringen, som stilmässigt dateras till vikingatiden, betraktas av vissa som ett depåfynd, av andra som ett lösfynd, och hittades tillsammans med ringarna vid bärgning av tång, och har eventuellt legat länge i havet. Armringen är mycket tjock och ett av de få guldfynd från vikingatiden som gjorts i Halland.     
Hela Morup socken kom under medeltiden att tillhöra Esrums kloster på Själland. Ärkebiskopen Absolon utfärdade 1177 ett intyg om klostrets äganderätt. Morups kyrka är till sina äldsta delar från 1200-talet.
Ön Anholt tillhörde Morups socken fram till 1500-talet då ön fick en egen kyrka.
I Morup fanns en gästgivaregård sedan lång tid tillbaka, troligen 1600-talet.
Under mitten av 1800-talet torrlades Ramsjön, som låg mellan Morup och Stafsinge.
Morups Tånge fyr blev färdig 1842.

## Namnet
Namnet (1200-talets början Mothorp) kommer från kyrkbyn. Förleden innehåller mor, '(sumpig) granskog'. Efterleden är torp, 'nybygge'.

## Befolkningsutveckling
| Befolkningsutvecklingen i Morups socken 1750–1990                                                       | Befolkningsutvecklingen i Morups socken 1750–1990 | Befolkningsutvecklingen i Morups socken 1750–1990 | Befolkningsutvecklingen i Morups socken 1750–1990 | Befolkningsutvecklingen i Morups socken 1750–1990 |
| --- | ------------------------------------------------- | ------------------------------------------------- | ------------------------------------------------- | ------------------------------------------------- |
| |                                                   |                                                   |                                                   |                                                   |
| År |                                                   |                                                   | Folkmängd                                         |                                                   |
| 1750 | 1750                                              |                                                   | 898                                               |                                                   |
| 1760 | 1760                                              |                                                   | 950                                               |                                                   |
| 1769 | 1769                                              |                                                   | 1 023                                             |                                                   |
| 1780 | 1780                                              |                                                   | 1 154                                             |                                                   |
| 1790 | 1790                                              |                                                   | 1 168                                             |                                                   |
| 1800 | 1800                                              |                                                   | 1 294                                             |                                                   |
| 1810 | 1810                                              |                                                   | 1 526                                             |                                                   |
| 1820 | 1820                                              |                                                   | 1 715                                             |                                                   |
| 1830 | 1830                                              |                                                   | 1 835                                             |                                                   |
| 1840 | 1840                                              |                                                   | 2 076                                             |                                                   |
| 1850 | 1850                                              |                                                   | 2 416                                             |                                                   |
| 1860 | 1860                                              |                                                   | 2 694                                             |                                                   |
| 1870 | 1870                                              |                                                   | 2 815                                             |                                                   |
| 1880 | 1880                                              |                                                   | 2 884                                             |                                                   |
| 1890 | 1890                                              |                                                   | 2 666                                             |                                                   |
| 1900 | 1900                                              |                                                   | 2 572                                             |                                                   |
| 1910 | 1910                                              |                                                   | 2 480                                             |                                                   |
| 1920 | 1920                                              |                                                   | 2 409                                             |                                                   |
| 1930 | 1930                                              |                                                   | 2 364                                             |                                                   |
| 1940 | 1940                                              |                                                   | 2 318                                             |                                                   |
| 1950 | 1950                                              |                                                   | 2 447                                             |                                                   |
| 1960 | 1960                                              |                                                   | 2 271                                             |                                                   |
| 1970 | 1970                                              |                                                   | 2 090                                             |                                                   |
| 1980 | 1980                                              |                                                   | 2 279                                             |                                                   |
| 1990 | 1990                                              |                                                   | 2 546                                             |                                                   |
| Anm: Källor: Umeå universitet - Tabellverket 1749-1859, Demografiska databasen, CEDAR, Umeå universitet |                                                   |                                                   |                                                   |                                                   |